# Viento negro
Viento negro é um filme de drama e faroeste mexicano de 1964 dirigido e escrito por Servando González.
Foi selecionado como representante do México à edição do Oscar 1965, organizada pela Academia de Artes e Ciências Cinematográficas.

## Elenco
- David Reynoso - Manuel Iglesias
- José Elías Moreno - Lorenzo Montes
- Eleazar García - Picuy
- Enrique Aguilar - Ingeniero Antonio López
- Roberto Cobo - Ingeniero Carlos Jiménez
- Rodolfo Landa - Ingeniero Fernández
- Enrique Lizalde - Jorge Iglesias
- Fernando Luján - Ingeniero Julio
- Jorge Martínez de Hoyos - Ulalio